# Herta Ehlert
Pour les articles homonymes, voir Ehlert.
Herta Ehlert (26 mars 1905, Berlin – 4 avril 1997) a été gardienne SS (Aufseherin) dans plusieurs camps de concentration nazis pendant la Seconde Guerre mondiale.

## Biographie
Le 15 novembre 1939, Ehlert est placée par l'agence pour l'emploi auprès de la Schutzstaffel pour une formation d'Aufseherin puis commence à travailler au camp de concentration de Ravensbrück.
En octobre 1942, elle est affectée comme gardienne SS au camp de Majdanek près de Lublin. Elle prétend qu'elle a été changée de camp comme une « punition » pour avoir été trop gentille avec les prisonniers en leur infligeant des punitions trop clémentes et en aidant à les nourrir. Toutefois, d'après différents témoignages recueillis pendant le procès de Belsen, elle avait reçu un bonus ainsi que de meilleures conditions de travail dans ce camp.
À la mi-1944, elle est transférée à Cracovie. Un agent SS remarque qu'elle est trop clémente, polie et serviable avec les prisonniers, si bien que la SS la renvoie à Ravensbrück pour effectuer un autre stage de formation donné par Dorothea Binz. 
Ehlert divorce la même année.
Après la Seconde Guerre mondiale, Ehlert décrit le « stage de formation » à Ravensbruck comme « physiquement et émotionnellement éprouvant. »
Halina Nelken, une ancienne déportée, décrit Ehlert comme « ...obèse, sournoise, d'un tempérament nerveux et un maître absolu dans l'utilisation du fouet. Elle était la surveillante responsable de la cuisine à Ravensbrück. Grâce à une petite fenêtre, elle espionnait les femmes Juives pendant leurs tâches. Une fois, Ehlert a demandé aux femmes pendant leur travail de se dévêtir complètement pour les dépouiller de leurs anneaux, argent, montres, ainsi que d'autres objets de valeur ».
Elle reste à son poste jusqu'à la liquidation du camp de Plaszów. Elle prend part à la marche de la mort pendant la retraite des Allemands face à l'avancée alliée.
Ehlert est ensuite transférée au camp de concentration d'Auschwitz comme Aufseherin, où elle supervise d'autres gardiennes SS, puis elle est affectée au camp annexe d'Auschwitz.
Elle finit la guerre au camp de Bergen-Belsen, où elle est promue vice-gardienne sous Elisabeth Volkenrath et Irma Grese.

## Arrestation et procès
Le camp est libéré par l'Armée britannique, le 15 avril 1945 et Ehlert est, comme tout le personnel SS du camp, forcée d'enterrer de ses propres mains les cadavres des morts du typhus dans des fosses. Ehlert est ensuite arrêtée et jugée au procès de Belsen. Comme les 45 autres accusés, Ehlert plaide non coupable à toutes les accusations mais est condamnée à 15 ans de prison en 1945. Ayant obtenu une libération anticipée, elle est libérée le 7 mai 1953. Elle passe le reste de sa vie sous le nom d'Herta Naumann.
Elle meurt en avril 1997, à 92 ans.